# Vicolo del Granchio
Vicolo del Granchio, a Ferrara, unisce via Giuoco del Pallone con via Cammello.

## Storia
Il vicolo appartiene al nucleo urbanistico medievale della città estense, nel primo insediamento cittadino, il Castrum bizantino (o Castello dei Curtensi). 
In particolare con via Carmelino e via Cammello costituiva il perimetro esterno dell'insediamento fortificato mentre via Porta San Pietro ne formava l'asse centrale.

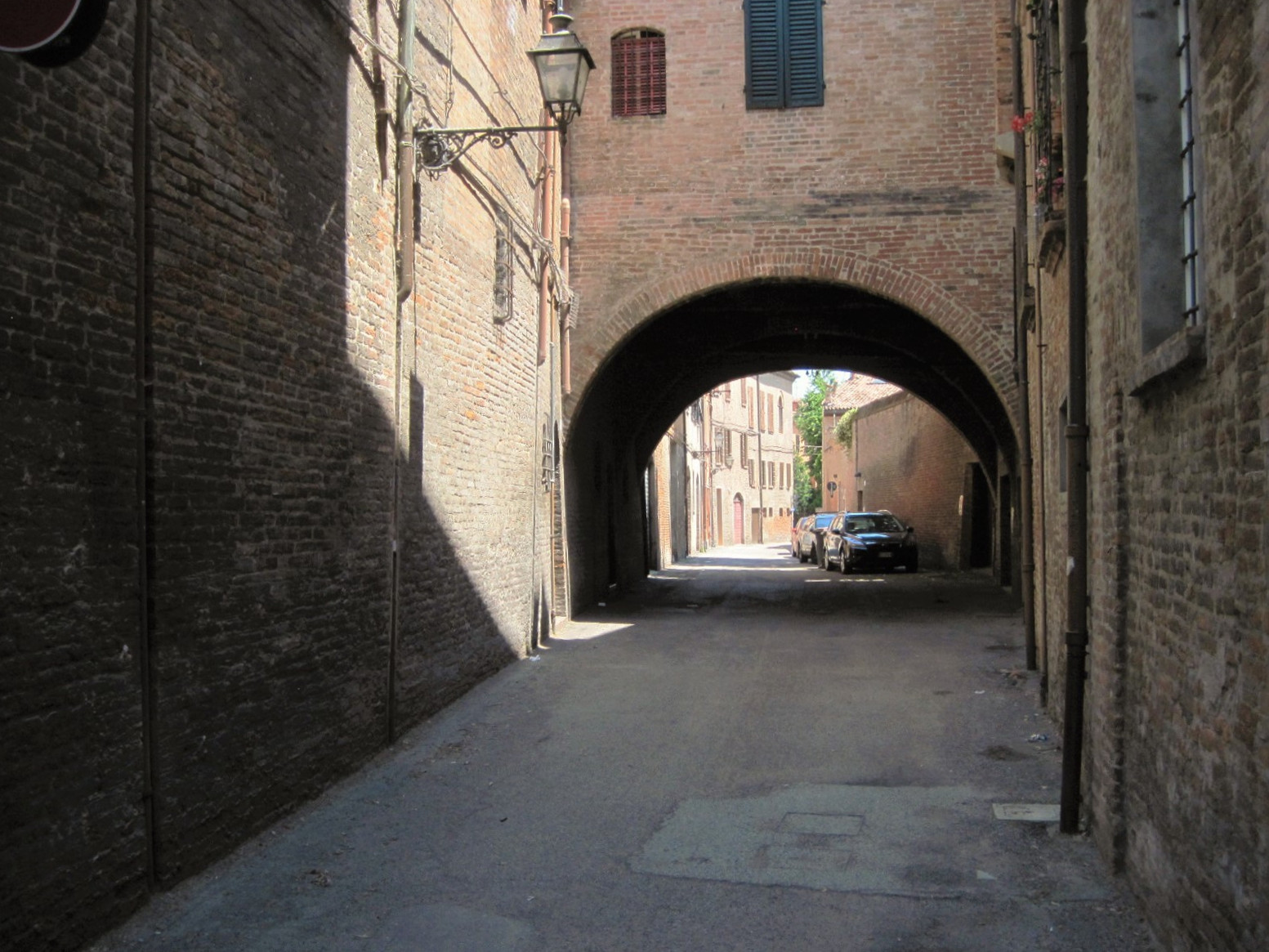
Volto che unisce le case Ariosto, ora Cavallini-Sgarbi, nel vicolo del Granchio.

### Origini del nome
Non si hanno notizie certe sul perché del nome legato al Granchio, mentre è noto che un tempo la via era chiamata anche strada del Pagliao.

## Luoghi d'interesse
Il campanile della chiesa di San Gregorio Magno appare appena si entra nel vicolo da via Giuoco del Pallone passando sotto il tipico volto. Lungo la via si affacciano vari palazzi del XV secolo e, tra gli edifici più interessanti, ci sono le case Cavallini-Sgarbi all'angolo con Giuoco del Pallone, già case Ariosti.